# هاين جنسن
هاين جنسن (بالدنماركية: Heine Jensen)‏ هو مدرب كرة يد ولاعب كرة يد دنماركي، ولد في 11 فبراير 1977 في Thisted ‏ في الدنمارك.

## وصلات خارجية
- هاين جنسن على موقع الاتحاد الأوروبي لكرة اليد (الإنجليزية)